# RISE (SPEEDのアルバム)
『RISE』（ライズ）は、SPEEDの2枚目のアルバム。

## 解説
- SPEEDの人気絶頂期に発売された作品で、初回出荷枚数が300万枚を記録し、新聞などでも大きく扱われた。
- 累計出荷は300万枚[1]で、オリコン売上は204.8万枚と前作を上回った。オリコン調べでは、アイドルグループのアルバムとして初めて200万枚を突破した[2]。グループとしてのオリジナル・アルバムは、史上最大の売上げを記録している。
- ボックス・ロゴ入りの白いプラケース仕様で、別冊の写真集が付属している。初回プレス分のみピクチャーCD。
- ジャケットのジャージ姿が特徴である。

## 収録曲
| 全作詞・作曲: 伊秩弘将、全編曲: 水島康貴。 |                                          |          |            |
| #                                          | タイトル                                 | 作詞     | 作曲・編曲 |
| 1.                                         | 「RISE」                                 | 伊秩弘将 | 伊秩弘将   |
| 2.                                         | 「Sophisticated Girl」                   | 伊秩弘将 | 伊秩弘将   |
| 3.                                         | 「Another Sweet Field」                  | 伊秩弘将 | 伊秩弘将   |
| 4.                                         | 「Wake Me Up!」(RISE Mix)                | 伊秩弘将 | 伊秩弘将   |
| 5.                                         | 「White Love」                           | 伊秩弘将 | 伊秩弘将   |
| 6.                                         | 「ラブリー♥フレンドシップ」              | 伊秩弘将 | 伊秩弘将   |
| 7.                                         | 「Reset 99 to 00」                       | 伊秩弘将 | 伊秩弘将   |
| 8.                                         | 「Brand-New Weekend」(Varick Street Mix) | 伊秩弘将 | 伊秩弘将   |
| 9.                                         | 「熱帯夜」                               | 伊秩弘将 | 伊秩弘将   |
| 10.                                        | 「Too Young」                            | 伊秩弘将 | 伊秩弘将   |
| 11.                                        | 「my graduation」(Album Version)         | 伊秩弘将 | 伊秩弘将   |
| 12.                                        | 「I'll Be All Right」                    | 伊秩弘将 | 伊秩弘将   |
| 13.                                        | 「Street Life」                          | 伊秩弘将 | 伊秩弘将   |

### 楽曲解説
1. RISE
2. Sophisticated Girl
2番の歌詞にデビュー曲「Body & Soul」から「my graduation」までのシングル楽曲のタイトルを入れた遊び心が盛り込まれている。
3. Another Sweet Field
4. Wake Me Up!（RISE Mix）
4thシングル。イントロが変更されており、アウトロがフェイドアウトせずに終わる。
5. White Love
5thシングル
シングルと微妙に異なる。
6. ラブリー♥フレンドシップ
アサヒ飲料三ツ矢サイダー「さわやかぶどう・レモン・グレープフルーツ」CMソング。
7. Reset 99 to 00
8. Brand-New Weekend（Varick Street Mix）
6thシングル「my graduation」のカップリング曲
9. 熱帯夜
4thシングル「Wake Me Up!」のカップリング曲。ビデオクリップも制作された。
10. Too Young
11. my graduation（Album Version）
6thシングル。シングルではそのままフェードアウトするがアルバムではフェードアウトの最中に入れ替わりでオーケストラが挿入される。
12. I'll Be All Right
13. Street Life